# Giulio Caccini
Giulio Caccini (Tivoli, 1551. október 8. – Firenze, 1618. december 10.) kora barokk itàliai zeneszerző, a Giovanni de' Bardi-féle firenzei Camerata egyik vezéralakja, korának legbefolyásosabb komponistája.

## Élete és munkássága
Fiatalkoráról annyit lehet tudni, hogy Rómában tanult viola da gambán és hárfán játszani. A Capella Giulia karvezetőjének, Giovanni Animucciának tanítványa volt. 1565-ben a Mediciek szolgálatába lépett, Cosimo de’ Medici magával vitte Firenzébe. Itt a Medici-udvar tenorénekese lett, és lehetősége nyílt zenei tanulmányai folytatására is Scipione Delle Palle tanítványaként, majd nemsokára belépett az akkori Itália egyik leghíresebb tudós-zenész társaságába, a Cameratába, amelynek igen aktív tagja lett.
A Camerata célul tűzte ki az ókori tragédia feltámasztását. Létrehozták a monódia stílusát, amivel olyan zenei nyelvezetet akartak megalkotni, amely biztosítja a szöveg érthetőségét és leszámol a késő reneszánsz imitatív szerkesztési módjaival. A homofónia alkalmazása, az ellenpont elvetése nagy újdonságnak számított a maga korában. A csoport tevékenysége gyakorlatilag a barokk zene kezdetét jelentette, ebben állt legnagyobb jelentősége az opera műfajának életre hívása mellett. Az opera tulajdonképpen a túlságosan elburjánzott énekes többszólamúság reakciójaként jött létre.
1592-ben Caccini mint Bardi gróf kísérője Rómába utazott, itt a konzervatív Palestrina-pártiakkal szemben sikerrel vette fel a küzdelmet a monódia elismertetése érdekében. 1604-ben Medici Mária hercegnőt kísérte el Párizsba, és egy éven át a francia fővárosban tartózkodott. Caccini inkább kiváló előadó volt, zeneszerzőként és teoretikusként kevésbé alkotott maradandót. Mai szemmel nézve kicsinyesnek tűnő vitái voltak zenésztársaival, úgy tűnik, lehetett benne némi szakmai féltékenység is a Camerata többi tagja iránt. Különösen Jacopo Perivel folytatott versengése volt nevezetes.
Perivel egy időben ő is megzenésítette az Euridice Ottavia Rinuccini által írt szövegkönyvét. Caccini darabja cikornyásabb, koloratúrosabb, de zeneileg elmarad Perié mögött. Egyetlenegy jelenetet sikerült igazán nagy drámai erővel ábrázolnia: azt, amikor Orfeusz belép az alvilágba. Caccini a Dafne librettóját is megzenésítette, szinte azonnal Peri darabja után, de az ő művének sem maradt fenn a zenéje.
Zenei vállalkozásába egész családját bevonta. Felesége, Maria Fastero – aki egy jómódú kereskedő lánya volt – éppúgy kivette a részét férje hírnevének öregbítéséből, mint gyermekei: Pompeo, Francesca és Settimia. Miután gyermekeit alapos zenei képzésben részesítette, bevonta őket zenekarába, műveinek előadásába.
A Perivel folytatott versengéssel egy időben számos szópárbajt vívott annak elfogadtatására, hogy valójában ő a monódia megteremtője. Ma már a zenetörténészek nagyrészt egyetértenek abban, hogy annak kialakítása egy hosszú folyamat eredménye volt, amely semmiképpen sem köthető egy ember nevéhez, ami pedig az elméleti megalapozást illeti, abban a legnagyobb érdeme Vincenzo Galileinek volt. Az azonban igaz, hogy Caccininek döntő szerepe volt a dallamosság és az énekhang elsődlegességének hangsúlyozásában. Mindenesetre ő maga a monódia feltalálójaként tekintett önmagára.
Szakmai előrehaladása érdekében gyakran nem volt tekintettel másokra, szerepe volt abban is, hogy Cavalieri elveszítse a IV. Henrik és Medici Mária házasságakor tartandó ünnepségek zeneigazgatói állását. Az 1600-as évekre mégis csökkent a befolyása a zenei életben, és apránként fiatalabb vetélytársa került előtérbe. 1614-ben a firenzei Santa (Maria) Annunziata kórusának lett a vezetője. A városban hunyt el 1618-ban, ott is temették el.
Caccini mint alkotóművész az operairodalom három korai alkotásával (Dafne, 1598; Euridice, 1600; Il rapimento di Cefalo, 1600), illetve, Le nouve musiche című szóló madrigálgyűjteményével írta be nevét a zenetörténetbe. Alapvető célja egyfajta dallamos énekbeszéd létrehozása volt. Többek között ő is kivette részét a stile recitativo megalkotásából. Ebből később két alapvető zenei forma alakult ki: egyrészt a secco recitativo (a stile recitativo egyszerűsödött és szárazabb lett), másrészt a díszített, dallamot előtérbe helyező ária.
Művei közül az Euridice és a Le nuovo musiche cd-kiadásban is hozzáférhető az érdeklődők számára. A neki tulajdonított, számos közkedvelt énekes (köztük Charlotte Church, Andrea Bocelli, Lesley Garrett, Sumi Jo stb.) által lemezre énekelt Ave Mariának viszont nem ő a szerzője, valójában Vlagyimir Fjodorovics Vavilov komponálta „Ismeretlen” szerzői jelöléssel (évszázadokkal Caccini halála után, a XX. század második felében), más műveihez hasonlóan tudatosan elrejtve saját szerzőségét.

## Fordítás
Ez a szócikk részben vagy egészben  a   Giulio Caccini című francia Wikipédia-szócikk ezen változatának fordításán alapul.  Az eredeti cikk szerkesztőit annak laptörténete sorolja fel. Ez a jelzés csupán a megfogalmazás eredetét és a szerzői jogokat jelzi, nem szolgál a cikkben szereplő információk forrásmegjelöléseként.